# Premier League Darts 2009
Die Whyte & Mackay Premier League Darts 2009 war ein Einladungsturnier, das von der Professional Darts Corporation (PDC) zum 19. Mal veranstaltet wurde. Sie wurde vom 5. Februar bis zum 25. Mai 2009 ausgetragen. Ausgetragen wurde die Premier League in fünfzehn verschiedenen Städten im Vereinigten Königreich. Startpunkt war am 5. Februar 2009 die Echo Arena Liverpool. Die Play-offs wurden am 25. Mai 2009 in der Wembley Arena in London ausgetragen. Sieger wurde der Engländer James Wade.

## Preisgelder
Insgesamt wurden £ 410.000 an Preisgeldern ausgespielt.
- Sieger: £ 125.000
- Zweiter Finalist: £ 65.000
- 3. Platz: £ 50.000
- 4. Platz: £ 40.000
- 5. Platz: £ 32.500
- 6. Platz: £ 30.000
- 7. Platz: £ 27.500
- 8. Platz: £ 25.000
- Höchstes Finish (je Spieltag): £ 1.000

## Qualifikation
Für die Premier League waren die sechs erstplatzierten Spieler der Order of Merit qualifiziert. Zusätzlich wurden durch die PDC und den britischen TV-Sender Sky Sports zwei Wildcards vergeben. Die Spieler im Einzelnen (in Klammern die OoM-Platzierung vor Beginn des Turniers):
- Phil Taylor (1)
- James Wade (2)
- Raymond van Barneveld (3)
- John Part (4)
- Terry Jenkins (5)
- Mervyn King (6)

Wildcards:
- Wayne Mardle 1)
- Jelle Klaasen

## Austragungsmodus
Die acht Spieler trafen jeweils zweimal aufeinander. Die Begegnungen wurden in einem „Best of 14“-Modus gespielt und waren beendet, sobald ein Spieler 8 Legs gewonnen hatte. Die Premier League wurde an 14 Spieltagen ausgetragen, wobei sich die vier erstplatzierten Spieler für das Play-off-Halbfinale qualifizierten.

## Vorrunde
Die Zahl hinter dem Spielernamen zeigt den 3-Dart-Average (=durchschnittlicher Punktewert mit 3 geworfenen Darts) an.

### 1. Spieltag
Datum: 5. Februar 2009
Austragungsort:  Echo Arena, Liverpool
| Begegnung                                    | Begegnung | Begegnung           | Legs |
| -------------------------------------------- | --------- | ------------------- | ---- |
| James Wade 93,12                             | –         | John Part 88,23     | 7:7  |
| Jelle Klaasen 97,50                          | –         | Terry Jenkins 96,95 | 7:7  |
| Mervyn King 97,63                            | –         | Wayne Mardle 85,76  | 8:1  |
| Raymond van Barneveld 96,55                  | –         | Phil Taylor 107,50  | 4:8  |
| Höchstes Checkout: Raymond van Barneveld 161 |           |                     |      |

### 2. Spieltag
Datum: 12. Februar 2009
Austragungsort:  Royal Highland Centre, Edinburgh
| Begegnung                           | Begegnung | Begegnung                   | Legs |
| ----------------------------------- | --------- | --------------------------- | ---- |
| John Part 92,43                     | –         | Raymond van Barneveld 99,87 | 7:7  |
| Wayne Mardle 88,62                  | –         | Terry Jenkins 95,82         | 7:7  |
| Phil Taylor 101,94                  | –         | Jelle Klaasen 82,41         | 8:2  |
| James Wade 90,56                    | –         | Mervyn King 104,00          | 1:8  |
| Höchstes Checkout: Wayne Mardle 160 |           |                             |      |

### 3. Spieltag
Datum: 19. Februar 2009
Austragungsort:  Ricoh Arena, Coventry
| Begegnung                           | Begegnung | Begegnung          | Legs |
| ----------------------------------- | --------- | ------------------ | ---- |
| Terry Jenkins 99,36                 | –         | Phil Taylor 101,86 | 7:7  |
| Raymond van Barneveld 103,19        | –         | James Wade 107,77  | 4:8  |
| Mervyn King 103,09                  | –         | John Part 94,98    | 8:2  |
| Jelle Klaasen 88,49                 | –         | Wayne Mardle 88,29 | 6:8  |
| Höchstes Checkout: Wayne Mardle 156 |           |                    |      |

### 4. Spieltag
Datum: 26. Februar 2009
Austragungsort:  Odyssey Arena, Belfast
| Begegnung                            | Begegnung | Begegnung                    | Legs |
| ------------------------------------ | --------- | ---------------------------- | ---- |
| John Part 87,90                      | –         | Wayne Mardle 88,68           | 8:1  |
| Mervyn King 97,61                    | –         | Jelle Klaasen 88,38          | 8:4  |
| James Wade 105,35                    | –         | Phil Taylor 104,69           | 8:4  |
| Terry Jenkins 101,71                 | –         | Raymond van Barneveld 106,51 | 6:8  |
| Höchstes Checkout: Jelle Klaasen 158 |           |                              |      |

### 5. Spieltag
Datum: 5. März 2009
Austragungsort:  Metro Radio Arena, Newcastle upon Tyne
| Begegnung                         | Begegnung | Begegnung                   | Legs |
| --------------------------------- | --------- | --------------------------- | ---- |
| Jelle Klaasen 94,51               | –         | James Wade 91,46            | 6:8  |
| Phil Taylor 106,36                | –         | Mervyn King 102,97          | 7:7  |
| Wayne Mardle 90,76                | –         | Raymond van Barneveld 95,70 | 7:7  |
| John Part 92,14                   | –         | Terry Jenkins 92,62         | 8:5  |
| Höchstes Checkout: James Wade 170 |           |                             |      |

### 6. Spieltag
Datum: 12. März 2009
Austragungsort:  MEN Arena, Manchester
| Begegnung                            | Begegnung | Begegnung          | Legs |
| ------------------------------------ | --------- | ------------------ | ---- |
| Raymond van Barneveld 105,82         | –         | Mervyn King 100,80 | 8:3  |
| Jelle Klaasen 90,57                  | –         | John Part 88,63    | 7:7  |
| Terry Jenkins 94,97                  | –         | James Wade 92,50   | 5:8  |
| Phil Taylor 99,17                    | –         | Wayne Mardle 90,44 | 8:4  |
| Höchstes Checkout: Jelle Klaasen 170 |           |                    |      |

### 7. Spieltag
Datum: 19. März 2009
Austragungsort:  Brighton Centre, Brighton
| Begegnung                          | Begegnung | Begegnung           | Legs |
| ---------------------------------- | --------- | ------------------- | ---- |
| Mervyn King 89,27                  | –         | Terry Jenkins 94,92 | 5:8  |
| Wayne Mardle 91,31                 | –         | James Wade 98,74    | 3:8  |
| Raymond van Barneveld 91,51        | –         | Jelle Klaasen 85,99 | 8:3  |
| Phil Taylor 104,05                 | –         | John Part 95,14     | 8:3  |
| Höchstes Checkout: Phil Taylor 170 |           |                     |      |

### 8. Spieltag
Datum: 26. März 2009
Austragungsort:  National Indoor Arena, Birmingham
| Begegnung                          | Begegnung | Begegnung                   | Legs |
| ---------------------------------- | --------- | --------------------------- | ---- |
| Wayne Mardle 85,06                 | –         | Mervyn King 96,24           | 2:8  |
| Terry Jenkins 89,88                | –         | Jelle Klaasen 95,40         | 6:8  |
| John Part 99,28                    | –         | James Wade 99,22            | 7:7  |
| Phil Taylor 101,32                 | –         | Raymond van Barneveld 96,76 | 8:2  |
| Höchstes Checkout: Mervyn King 126 |           |                             |      |

### 9. Spieltag
Datum: 2. April 2009
Austragungsort:  Scottish Exhibition and Conference Centre, Glasgow
| Begegnung                          | Begegnung | Begegnung          | Legs |
| ---------------------------------- | --------- | ------------------ | ---- |
| Raymond van Barneveld 103,32       | –         | John Part 94,75    | 8:1  |
| Terry Jenkins 92,74                | –         | Wayne Mardle 87,00 | 8:2  |
| Jelle Klaasen 93,43                | –         | Phil Taylor 101,31 | 6:8  |
| Mervyn King 86,50                  | –         | James Wade 84,55   | 8:3  |
| Höchstes Checkout: Mervyn King 119 |           |                    |      |

### 10. Spieltag
Datum: 9. April 2009
Austragungsort:  Westpoint Arena, Exeter
| Begegnung                        | Begegnung | Begegnung                   | Legs |
| -------------------------------- | --------- | --------------------------- | ---- |
| John Part 88,95                  | –         | Mervyn King 87,43           | 8:6  |
| Phil Taylor 97,51                | –         | Terry Jenkins 94,89         | 7:7  |
| James Wade 100,45                | –         | Raymond van Barneveld 98,58 | 8:5  |
| John Part 90,67 1)               | –         | Jelle Klaasen 89,47         | 7:7  |
| Höchstes Checkout: John Part 150 |           |                             |      |

### 11. Spieltag
Datum: 16. April 2009
Austragungsort:  Trent FM Arena, Nottingham
| Begegnung                         | Begegnung | Begegnung                   | Legs   |
| --------------------------------- | --------- | --------------------------- | ------ |
| Jelle Klaasen 97,23               | –         | Mervyn King 95,80 1)        | 7:7    |
| James Wade 108,17                 | –         | Terry Jenkins 95,71         | 8:1    |
| Mervyn King 97,62                 | –         | Raymond van Barneveld 96,84 | 7:7    |
| Phil Taylor 103,85                | –         | James Wade 94,18 1)         | 7:7 1) |
| Höchstes Checkout: James Wade 145 |           |                             |        |

### 12. Spieltag
Datum: 23. April 2009
Austragungsort:  Aberdeen Exhibition and Conference Centre, Aberdeen
| Begegnung                          | Begegnung | Begegnung                   | Legs |
| ---------------------------------- | --------- | --------------------------- | ---- |
| James Wade 105,26                  | –         | Robert Thornton 86,59       | 7:2  |
| Terry Jenkins 97,18                | –         | Mervyn King 99,42           | 7:7  |
| Jelle Klaasen 89,70                | –         | Raymond van Barneveld 96,88 | 5:8  |
| John Part 100,05                   | –         | Phil Taylor 116,01 2)       | 3:8  |
| Höchstes Checkout: Phil Taylor 161 |           |                             |      |

### 13. Spieltag
Datum: 30. April 2009
Austragungsort:  Sheffield Arena, Sheffield
| Begegnung                         | Begegnung | Begegnung              | Legs |
| --------------------------------- | --------- | ---------------------- | ---- |
| Raymond van Barneveld 101,86      | –         | Adrian Lewis 98,70     | 7:5  |
| Phil Taylor 98,94                 | –         | Dennis Priestley 97,31 | 7:4  |
| Terry Jenkins 98,87               | –         | John Part 83,33        | 8:3  |
| James Wade 102,00                 | –         | Jelle Klaasen 90,23    | 8:4  |
| Höchstes Checkout: James Wade 170 |           |                        |      |

### 14. Spieltag
Datum: 7. Mai 2009
Austragungsort:  Cardiff International Arena, Cardiff
| Begegnung                            | Begegnung | Begegnung            | Legs |
| ------------------------------------ | --------- | -------------------- | ---- |
| Jelle Klaasen 94,90                  | –         | Mark Webster 84,72   | 7:3  |
| John Part 93,54                      | –         | Gary Anderson 107,40 | 4:7  |
| Raymond van Barneveld 93,76          | –         | Terry Jenkins 93,61  | 7:7  |
| Mervyn King 95,49                    | –         | Phil Taylor 106,74   | 2:8  |
| Höchstes Checkout: Gary Anderson 121 |           |                      |      |

## Abschlusstabelle
| Platz | Spieler               | Spiele | Sieg | Remis | Verloren | Legs  | Diff. | Punkte |
| ----- | --------------------- | ------ | ---- | ----- | -------- | ----- | ----- | ------ |
| 1     | Phil Taylor           | 12     | 7    | 4     | 1        | 88:58 | +30   | 18     |
| 2     | James Wade            | 12     | 7    | 3     | 2        | 81:66 | +15   | 17     |
| 3     | Raymond van Barneveld | 12     | 5    | 3     | 4        | 76:71 | +5    | 13     |
| 4     | Mervyn King           | 12     | 4    | 4     | 4        | 76:70 | +6    | 12     |
| 5     | Terry Jenkins         | 12     | 2    | 5     | 5        | 74:83 | −9    | 9      |
| 6     | John Part             | 12     | 2    | 5     | 5        | 63:86 | −23   | 9      |
| 7     | Jelle Klaasen         | 12     | 1    | 4     | 7        | 66:90 | −24   | 6      |

## Play-offs
Datum: 25. Mai 2009
Austragungsort:  Wembley Arena, London

|  | Halbfinale | Halbfinale                  | Halbfinale |  |  | Finale | Finale            | Finale |
|  |            |                             |            |  |  |        |                   |        |
|  |            |                             |            |  |  |        |                   |        |
|  | 1          | Phil Taylor 95,78           | 6          |  |  |        |                   |        |
|  | 4          | Mervyn King 89,86           | 10         |  |  |        |                   |        |
|  |            |                             |            |  |  | 4      | Mervyn King 85,83 | 8      |
|  |            |                             |            |  |  | 2      | James Wade 90,38  | 13     |
|  | 2          | James Wade 97,93            | 10         |  |  |        |                   |        |
|  | 3          | Raymond van Barneveld 95,26 | 8          |  |  |        |                   |        |
|  |            |                             |            |  |  |        |                   |        |